# E373号線
E373号線 (E373ごうせん、英: European route E373) はポーランドのルブリンと、ウクライナのキーウを結ぶ、欧州自動車道路のBクラス幹線道路。

## 経路

### 経過する主要都市
- ポーランド
  - ルブリン
- ウクライナ
  - コーヴェリ
  - キーウ